# Грантсвил (Мериленд)
Грантсвил (енгл. Grantsville) град је у америчкој савезној држави Мериленд.

## Демографија
По попису из 2010. године број становника је 766, што је 147 (23,7%) становника више него 2000. године.
| Група             | 2000.       | 2010.       |
| Белци             | 609 (98,4%) | 742 (96,9%) |
| Афроамериканци    | 3 (0,5%)    | 1 (0,1%)    |
| Азијати           | 2 (0,3%)    | 0 (0,0%)    |
| Хиспаноамериканци | 3 (0,5%)    | 12 (1,6%)   |
| Укупно            | 619         | 766         |